# Катабан

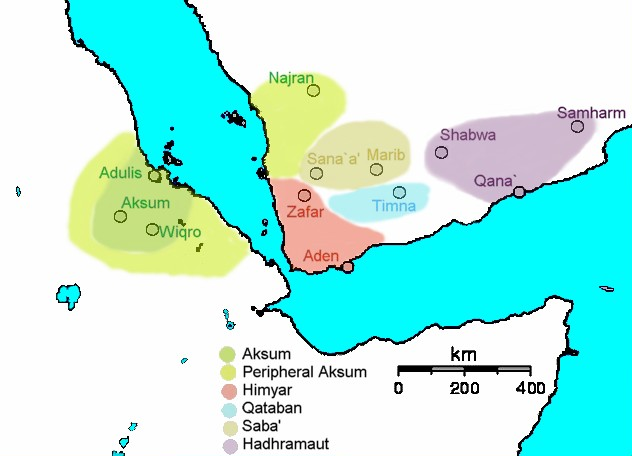
Катабан (блакитний) зі столицею в Тимний

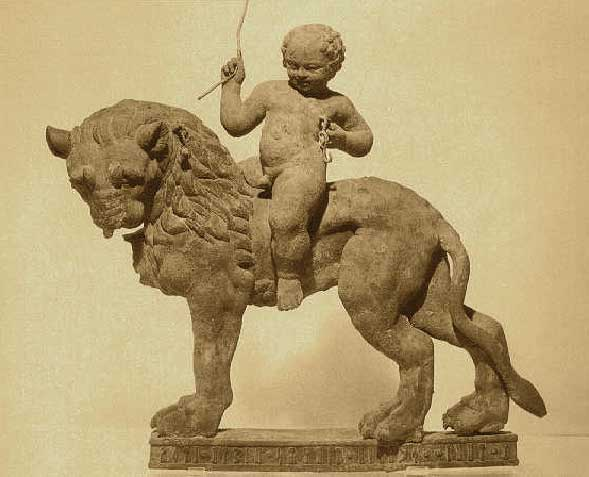
Катабан. Хлопчик на леві.

Катабан (араб. مملكة قتبان) — держава в Південній Аравії, що існувала в I тис. до н. е. — II ст. н. е. Столицею Катабана була Тимна. Розташовувалася на захід від Хадрамаута і на схід від Сабейського царства.
У V—II ст. до н. е. Катабан стає найсильнішою державою півдня Аравії, а його правитель бере титул мукарріб — показник південноаравійської гегемонії. Незадовго до кінця IV або на початку III столітті до н. е. Катабану за часів правління короля Яда'їба Їгала I, ймовірно, в союзі з сусідніми державами Майн і Хадрамаут вдалося позбутися Сабейської гегемонії.
У I ст. до н. е. в Катабані була зроблена одна з перших у світі спроб створення представницької демократії у формі своєрідної «конституційної монархії». У I ст. н. е. Катабан був захоплений Хим'яром.
У II ст. н. е., після розпаду 1-ї Хим'яритської імперії, Катабану на кілька десятків років вдалося відновити свою незалежність, однак наприкінці II ст. він був завойований Хадрамаутом, а потім перейшов під контроль Саби. Наприкінці того ж століття територія Катабану перейшла під контроль Хим'яру.